# Brottning vid olympiska sommarspelen 1948
Brottningen vid olympiska sommarspelen 1948 hölls i London och var uppdelat i två discipliner; grekisk-romersk stil och fristil. Fristilen hölls mellan 29 och 31 juli och grekisk-romersk stil mellan 3 och 6 augusti. Tävlingarna var endast öppna för män. 

## Medaljer

### Medaljsummering
| Plac. | Land       | Guld | Silver | Brons | Totalt antal medaljer |
| ----- | ---------- | ---- | ------ | ----- | --------------------- |
| 1     | Turkiet    | 6    | 4      | 1     | 11                    |
| 2     | Sverige    | 5    | 5      | 3     | 13                    |
| 3     | USA        | 2    | 1      | 1     | 4                     |
| 4     | Ungern     | 1    | 1      | 2     | 4                     |
| 5     | Finland    | 1    | 1      | 1     | 3                     |
| 6     | Italien    | 1    | 0      | 2     | 3                     |
| 7     | Schweiz    | 0    | 1      | 2     | 3                     |
| 8     | Egypten    | 0    | 1      | 1     | 2                     |
| 8     | Australien | 0    | 1      | 1     | 2                     |
| 10    | Norge      | 0    | 1      | 0     | 1                     |
| 11    | Danmark    | 0    | 0      | 1     | 1                     |
| 11    | Frankrike  | 0    | 0      | 1     | 1                     |

## Medaljtabell

### Fristil, herrar
| Klass                     | Guld                     | Silver                     | Brons                         |
| Flugvikt Detaljer...      | Lenni Viitala · Finland  | Halit Balamir · Turkiet    | Thure Johansson · Sverige     |
| Bantamvikt Detaljer...    | Nasuh Akar · Turkiet     | Gerald Leeman · USA        | Charles Kouyos · Frankrike    |
| Fjädervikt Detaljer...    | Gazanfer Bilge · Turkiet | Ivar Sjölin · Sverige      | Adolf Müller · Schweiz        |
| Lättvikt Detaljer...      | Celal Atik · Turkiet     | Gösta Frändfors · Sverige  | Hermann Baumann · Schweiz     |
| Weltervikt Detaljer...    | Yaşar Doğu · Turkiet     | Dick Garrard · Australien  | Leland Merrill · USA          |
| Mellanvikt Detaljer...    | Glen Brand · USA         | Adil Candemir · Turkiet    | Erik Lindén · Sverige         |
| Lätt tungvikt Detaljer... | Henry Wittenberg · USA   | Fritz Stöckli · Schweiz    | Bengt Fahlkvist · Sverige     |
| Tungvikt Detaljer...      | Gyula Bóbis · Ungern     | Bertil Antonsson · Sverige | Joseph Armstrong · Australien |

### Grekisk-romersk stil, herrar
| Klass                     | Guld                        | Silver                       | Brons                      |
| Flugvikt Detaljer...      | Pietro Lombardi · Italien   | Kenan Olcay · Turkiet        | Reino Kangasmäki · Finland |
| Bantamvikt Detaljer...    | Kurt Pettersén · Sverige    | Ali Mahmoud Hassan · Egypten | Halil Kaya · Turkiet       |
| Fjädervikt Detaljer...    | Mehmet Oktav · Turkiet      | Olle Anderberg · Sverige     | Ferenc Tóth · Ungern       |
| Lättvikt Detaljer...      | Gustav Freij · Sverige      | Aage Eriksen · Norge         | Károly Ferencz · Ungern    |
| Weltervikt Detaljer...    | Gösta Andersson · Sverige   | Miklós Szilvási · Ungern     | Henrik Hansen · Danmark    |
| Mellanvikt Detaljer...    | Axel Grönberg · Sverige     | Muhlis Tayfur · Turkiet      | Ercole Gallegati · Italien |
| Lätt tungvikt Detaljer... | Karl-Erik Nilsson · Sverige | Kelpo Gröndahl · Finland     | Ibrahim Orabi · Egypten    |
| Tungvikt Detaljer...      | Ahmet Kireççi · Turkiet     | Tor Nilsson · Sverige        | Guido Fantoni · Italien    |